# Florian Fouquet
Florian Fouquet (Clamart, 9 de noviembre de 1992) es un deportista francés que compite en tiro, en la modalidad de pistola. Ganó una medalla de bronce en el Campeonato Europeo de Tiro en 10 m de 2023, en la prueba de pistola 10 m mixto.

## Palmarés internacional
| Campeonato Europeo | Campeonato Europeo | Campeonato Europeo | Campeonato Europeo |
| Año                | Lugar              | Medalla            | Prueba             |
| ------------------ | ------------------ | ------------------ | ------------------ |
| 2023               | Tallin (Estonia)   | Medalla de bronce  | Pistola 10 m mixto |